# Логанер
Логанер (мар. Ловэҥер) — деревня в Советском районе Республики Марий Эл. Входит в состав Кужмаринского сельского поселения.

## География
Находится в центральной части республики Марий Эл на расстоянии приблизительно 16 км по прямой на север от районного центра посёлка Советский.

## История
Известна со второй половины XIX века. В 1922 году в деревне было 10 домов, проживали 23 жителя. В 2004 году здесь было всего 6 хозяйств и 2 дома дачников. В советское время работал колхоз «У энер».

## Население
Население составляло 15 человек (мари 93 %) в 2002 году, 13 в 2010.